# Estret de Castilló
L'Estret de Castilló és un paratge a cavall dels termes municipals de Conca de Dalt, del Pallars Jussà, a l'antic terme de Claverol, a l'enclavament dels Masos de Baiarri, i de Baix Pallars, al Pallars Sobirà, a l'antic terme de Baén, en territori de l'antic poble de Solduga.
Està situat a l'extrem nord d'aquest enclavament, just en el lloc on la Llau Fonda es transforma en el barranc de l'Infern.